# Блаце (Сливно)
43°00′ пн. ш. 17°29′ сх. д. / 43.00° пн. ш. 17.48° сх. д.
Блаце (хорв. Blace) — населений пункт у Хорватії, у Дубровницько-Неретванській жупанії у складі громади Сливно.

## Населення
Населення за даними перепису 2011 року становило 317 осіб.
Динаміка чисельності населення поселення: